# 布里亞伍德車站
布里亞伍德車站（英語：Briarwood station），曾名為「布里亞伍德-凡維克林蔭路車站」（英語：Briarwood–Van Wyck Boulevard station）或「凡維克林蔭路車站」（英語：Van Wyck Boulevard station）是紐約地鐵IND皇后林蔭路線的一個慢車地鐵站，位於皇后區布里亞伍德與克猶花園84路、緬街、皇后林蔭路與凡維克快速公路，設有F線（任何時候停站）、E線（僅週末和深夜停站）列車服務。

## 車站結構
| 街道層 |          | 出入口 |
| 夾層   | 夾層     | 閘機、車站詢問處 、MetroCard自動售票機 Elevator at northwest corner of Queens Boulevard and Main Street. Note: Platforms are not accessible              |
| 月台層 | 側式月台 | 側式月台 |
| 月台層 | 南行慢車 | ← 深夜和週末時往世界貿易中心 (克猶花園-聯合公路) ← 往康尼島 (克猶花園-聯合公路)                                                                          |
| 月台層 | 南行快車 | ← 平日不停靠 |
| 月台層 | 北行快車 | → 平日不停靠 → |
| 月台層 | 北行慢車 | → 深夜和週末時往牙買加中心-帕森斯／射手 (牙買加-凡維克) → → 往牙買加-179街 (two p.m. rush hour trips) (蘇特芬林蔭路) → → 往牙買加-179街 (蘇特芬林蔭路) → |
| 月台層 | 側式月台 | |

此站設有兩個側式月台和四條軌道。全長夾層位於月台正上方，以兩段黑色鐵絲網分隔為三部分。閘機位於中央，以容許皇后林蔭路下方可以有行人隧道通過，因此兩個方向無法免費轉乘。然而此處車站位於凡維克快速公路南行服務道路正下。

## 外部連結
- nycsubway.org—IND Queens Boulevard Line: Briarwood/Van Wyck Boulevard
- Station Reporter—F Train
- The Subway Nut—Briarwood–Van Wyck Boulevard Pictures （页面存档备份，存于）
- Former Queens Boulevard entrance from Google Maps Street View (now demolished)
- New Queens Boulevard entrance and elevator from Google Maps Street View
- New Van Wyck Expressway entrance (west side) from Google Maps Street View
- Old Van Wyck Expressway entrance (west side) from Google Maps Street View
- Van Wyck Expressway entrance (east side) from Google Maps Street View
- Platforms from Google Maps Street View